# Hans Staudinger

Hans Staudinger

Hans Staudinger (* 16. August 1889 in Worms; † 25. Februar 1980 in New York, NY) war ein deutsch-amerikanischer Politiker der Sozialdemokratischen Partei Deutschlands (SPD) und Wirtschaftswissenschaftler sowie von 1929 bis 1932 Staatssekretär im preußischen Handelsministerium. Von November 1932 bis Juni 1933 saß er als Abgeordneter für die SPD im Reichstag. Von der Forschung wird Staudinger zu den wenigen ausgewiesenen republikanischen Spitzenbeamten in den Ministerien der Weimarer Republik gezählt.

## Kindheit und Jugend
Staudinger kam als Sohn des Gymnasialprofessors Franz Staudinger und dessen Ehefrau, der Frauenrechtlerin Auguste Staudinger, geborene Wenck, zur Welt und wurde evangelisch getauft. Er hatte zwei Brüder und eine Schwester. Sein Vater war ein führender Theoretiker der Genossenschaftsbewegung und mit tonangebenden Sozialdemokraten, unter anderem August Bebel und Eduard Bernstein, bekannt. Mit letzterem verband ihn eine lebenslange Freundschaft.
Hans Staudinger erwarb sein Abitur am Ludwig-Georgs-Gymnasium in Darmstadt. Eine bereits zur Schulzeit begonnene Möbeltischlerlehre schloss er nicht ab. Zeitweilig arbeitete er überdies als Maschinenheizer. Der Impuls für diese Lehre ging von seinem Vater aus, der damit das Verständnis für die Lebenswelt der Arbeiterschaft sicherstellen wollte. Auch sein Bruder Hermann Staudinger, 1953 Nobelpreisträger für Chemie, war diesem Wunsch des Vaters gefolgt.

## Studium und Erster Weltkrieg
1907/08 studierte Staudinger an der Ludwig-Maximilians-Universität München die Fächer Literatur und Germanistik. 1908 folgte ein Wechsel an die Ruprecht-Karls-Universität Heidelberg. Dort studierte er Nationalökonomie und Soziologie. Seine wichtigsten universitären Lehrer waren die Brüder Alfred und Max Weber. 1913 wurde er mit einer Arbeit über Individuum und Gemeinschaft in der Kulturorganisation des Vereins zum Dr. phil. promoviert, Doktorvater war Alfred Weber. In dieser Studie untersuchte Staudinger den Wandel musikalischer Vereine vom Mittelalter bis zu den bürgerlichen Gesangvereinen seiner Gegenwart. Unterliegende These war dabei, dass die Entfremdung des Einzelnen in naher Zukunft durch die Gemeinschaftswelt der Arbeiter aufgehoben werde. Die von Staudinger als natürlich angenommene Form des gemeinschaftlichen Zusammenlebens im Mittelalter werde auf diese Weise erneuert.
Als Student im ersten Semester war Staudinger in die SPD eingetreten. Bis 1914 engagierte er sich zudem an führender Stelle im Südwestdeutschen Wandervogelbund und führte den Vorsitz einer Wandervogelgruppe. Von 1913 bis 1914 arbeitete er als Sekretär des Revisionsverbandes Südwestdeutscher Konsumvereine. Im Ersten Weltkrieg diente er als Offizier, 1916 wurde er dabei mit dem Eisernen Kreuz 2. Klasse ausgezeichnet. Im letzten Kriegsjahr erlitt Staudinger eine schwere Verwundung und verlor dadurch auf einem Auge die Sehfähigkeit.

## Verwaltungskarriere
Nach seiner Genesung wurde er im Frühjahr 1918 zum Referenten bzw. zum Regierungsrat im Kriegsernährungsamt (Sitz in Berlin) ernannt, wo er bis Juli 1919 tätig war. Anschließend erfolgte ein Wechsel ins Reichswirtschaftsministerium, in dem er bis 1927 beschäftigt war, ab 1920 in der Position eines Vortragenden Rates. Einigen Reichswirtschaftsministern diente er als persönlicher Referent. Zudem war er unter anderem Referent für Kontakte zum Vorläufigen Reichswirtschaftsrat. Staudinger war in den 1920er Jahren bestrebt, die Kartellisierung der Rohstoff- und Energiewirtschaft unter staatlicher Regie voranzutreiben. Diese Politik wurde als Ermöglichung einer gemeinwirtschaftlichen Wirtschaftsform verstanden, die im Ministerium von Rudolf Wissell (SPD) und Wichard von Moellendorff unterstützt wurde. Zur staatlichen Lenkung dieser Branchen kam es jedoch kaum. Als Ergebnis der Bemühungen Staudingers blieb die Veröffentlichung einer umfassenden Studie zu Strukturproblemen der deutschen Wirtschaft nach dem Ersten Weltkrieg, die ein entsprechender Enquete-Ausschuss – von Staudinger 1925 angeregt – vorlegte.
1927 wurde Staudinger Beamter im preußischen Handelsministerium. Dort war er für die Hafen-, Verkehrs- und Elektrizitätswirtschaft zuständig, zunächst in der Position eines Ministerialdirektors, ab 1929 als Staatssekretär. Die politische Situation im demokratischen Preußen unter Otto Braun sowie die staatswirtschaftlichen Traditionen dieses Landes boten für gemeinwirtschaftliche Ansätze bessere Realisierungschancen. Der Preußenschlag der Reichsregierung unter Franz von Papen beendete Mitte 1932 die Verwaltungslaufbahn Staudingers, er wurde unter Fortzahlung seiner Bezüge freigestellt.
In der Ministerialbürokratie galt Staudinger, der von der Forschung zu den wenigen ausgewiesenen republikanisch gesinnten Spitzenbeamten gezählt wird, seit Ende der 1920er Jahre als führender Fachmann in Fragen der Gemeinwirtschaft. 1932 erschien eine Schrift, in der er seine Überlegungen zur Wirtschaft in öffentlicher Hand einem größeren Publikum darlegte. Sie unterstrich seinen Ruf als Gemeinwirtschaftsexperte.
Staudinger bekleidete eine Reihe von Aufsichtsratsposten in staatlichen Unternehmen. So war er Aufsichtsratsvorsitzender der Preussag, deren Gründung er betrieben hatte, sowie der VEBA, an deren Gründung er ebenfalls Anteil hatte. Den stellvertretenden Vorsitz führte er im Aufsichtsrat der Berliner Aktiengesellschaft für deutsche Elektrizitätswirtschaft und der Obere Saale AG (Sitz in Weimar). Einfaches Aufsichtsratsmitglied war er zudem in der Elektrowerke AG (Sitz in Berlin), der Duisburg-Ruhrorter Hafen AG und der Thüringischen Gasgesellschaft. Außerdem war er Verwaltungsratsmitglied der Hamburgisch-Preußischen Hafengemeinschaft GmbH. Neben diesen Funktionen lehrte Staudinger an der Deutschen Hochschule für Politik.

## Reichstagsabgeordneter, Verfolgung und Emigration
Nach dem Preußenschlag intensivierte Staudinger Kontakte zu Sozialdemokraten um Carlo Mierendorff und Theodor Haubach, die entschlossen waren, dem zunehmenden politischen Terror zu Beginn der 1930er Jahre starke sozialdemokratische Kampfverbände zur Verteidigung der Republik entgegenzustellen. In dieser Situation erhielt Staudinger von Hamburger Sozialdemokraten um Hans Carl Podeyn und Karl Meitmann das Angebot, als Nachfolger von Peter Graßmann im Hamburger Reichstagswahlkreis für die Wahlen von November 1932 zu kandidieren. Nach anfänglichem Zögern willigte Staudinger ein und errang schließlich ein Mandat für die SPD. Parlamentarische Wirkung konnte er im Reichstag nicht entfalten, denn bereits kurz darauf, am 30. Januar 1933, erfolgte die nationalsozialistische Machtergreifung. Staudinger bemühte sich in den anschließenden Wochen insbesondere in Hamburg um den Aufbau des sozialdemokratischen Widerstands. In Berlin gelang ihm mit einer Köpenickiade die Freilassung von Fritz Naphtali und Fritz Tarnow aus Gestapo-Haft. Er gab sich als hoher preußischer Beamter aus und ordnete die Entlassung Naphtalis und Tarnows an. Avancen von Hermann Göring, die öffentliche Verbundwirtschaft auch im Dritten Reich zu koordinieren, lehnte Staudinger ab.
Am 16. Juni 1933 wurde Staudinger in Hamburg im Rahmen der Hamburger-Echo-Versammlung inhaftiert, zusammen mit führenden Sozialdemokraten der Stadt. Er blieb bis zum 22. Juli 1933 in Schutzhaft. Anschließend flüchtete er nach Belgien, wo er sich bis September 1933 aufhielt. Danny Heinemann, der Leiter des belgischen Energiekonzerns Sofina, engagierte ihn als Berater. Motive für seine Flucht waren seine Gegnerschaft zum Nationalsozialismus, seine Hafterfahrungen sowie die Sorge um seine jüdische Ehefrau. Nach seiner erzwungenen Rückkehr nach Deutschland emigrierte er endgültig über Belgien, Frankreich und Großbritannien in die Vereinigten Staaten. Ein gleichzeitig vorliegendes Angebot, in Ankara die türkische Regierung in wirtschaftspolitischen Fragen zu beraten, lehnte er ab.
In New York City wurde er im Frühjahr 1934 an der New School for Social Research zum Professor für Wirtschaftswissenschaften ernannt. Viele Emigranten, mit denen er befreundet oder bekannt war, lehrten ebenfalls an dieser Hochschule. Zu diesem Personenkreis gehörten beispielsweise Eduard Heimann, Arnold Brecht, Emil Lederer und Adolph Lowe. 1940 erhielt er die amerikanische Staatsbürgerschaft.

## Wirken an der New School for Social Research
Staudingers politische und publizistische Erfahrungen in Fragen der Gemeinwirtschaft stießen in den USA auf ein interessiertes Fachpublikum. Präsident Franklin D. Roosevelt versuchte mit der Politik des New Deal die Folgen der Großen Depression zu überwinden. Zu den umfangreichsten Projekten gehörte dabei die Etablierung der Stromerzeugungs- und regionalen Entwicklungsbehörde Tennessee Valley Authority, die die Nutzung der Wasserkraft des Tennessee Rivers sowie die Entwicklung des ausgedehnten Tennessee-Tals vorantrieb. Staudinger konnte mit seinen Veröffentlichungen zeigen, welche Beschäftigungsimpulse von großen Elektrifizierungsprogrammen zu erwarten waren, welche Gestaltungsmöglichkeiten dem Staat durch öffentliche Energieversorger in der Auseinandersetzung mit regionalen Strom-Monopolen erwuchsen und welche sozialpolitischen Effekte eine Elektrifizierung ländlicher Regionen bringen würde, die bis dahin von den Stromanbietern aus Kostengründen gescheut worden war. Auch die Vorteile längerfristiger Investitionshorizonte und einer differenzierteren Preispolitik machte er deutlich.
An seiner neuen universitären Wirkungsstätte zeichnete sich Staudinger jedoch weniger durch Forschungen und Fachpublikationen aus, sondern vor allem in der Wissenschaftsorganisation und der Lehre. Über Jahre prägte er als Dekan das Geschehen an der Graduate Faculty of Political und Social Science, indem er die University in Exile in eine amerikanische Hochschule transformierte. Das Dekanat trat er 1939 nach dem Tod von Emil Lederer an. Bei diesem Wirtschaftswissenschaftler und Soziologen hatte seine Ehefrau Else, die Hans Staudinger 1912 geheiratet hatte, in Heidelberg als erste Frau promoviert. Das Amt des Dekans übte Staudinger auch von 1941 bis 1943, von 1950 bis 1951 sowie von 1953 bis 1959 aus. Er tat sich ferner im Fundraising für seine oft unter Mittelknappheit leidende Fakultät hervor.
Das Ehepaar Staudinger gründete zusammen mit dem prominenten religiösen Sozialisten Paul Tillich und Eleanor Roosevelt, der Gattin des US-Präsidenten, an der New School for Social Research ein Komitee zur Unterstützung von verfolgten Wissenschaftlern und Intellektuellen – das so genannte Amerícan Council for Emigrés in the Professions. Es vermittelte bis Ende der 1950er Jahre mehr als 3.000 Stellen an Flüchtlinge.
In den USA pflegte Staudinger enge Kontakte zu exilierten Sozialdemokraten aus Deutschland, die er oftmals aus der Zeit vor seiner Emigration persönlich kannte. So gehörte er zu den Gründern der German Labour Delegation um Max Brauer, vormals Oberbürgermeister im preußischen Altona, dessen Freund und Weggefährten Rudolf Katz sowie den ehemaligen preußischen Innenminister Albert Grzesinski. Er wandte sich allerdings in der zweiten Hälfte des Zweiten Weltkrieges von dieser Gruppe ab, als diese insbesondere unter dem Einfluss Friedrich Stampfers, eines Vorstandsmitglieds der SPD, vehement gegen die Pläne einer alliierten Besetzung Deutschlands agitierte. Im Jahr 1943 bildeten Staudinger, Paul Tillich, Paul Hertz und Carl Zuckmayer den Kern des 1944 offiziell gegründeten Council for a Democratic Germany. Staudinger war im Januar 1947 Mitunterzeichner einer Erklärung ehemaliger sozialdemokratischer Reichstagsabgeordneter, die in der Time sowie in der Neuen Volkszeitung, der in den USA führenden deutschsprachigen Zeitung, abgedruckt wurde. Diese Erklärung sprach sich gegen Massenvertreibungen, Demontagen und eine Besetzung Deutschlands aus und forderte unter Bezugnahme auf die Atlantik-Charta einen Friedensvertrag.
Staudinger wurde nach dem Zweiten Weltkrieg zu einem wichtigen Mittler zwischen den USA und Deutschland in der akademischen Welt. Auf Staudingers Initiative hin wurde anlässlich des Amerikabesuchs von Theodor Heuss Anfang der 1960er Jahre an der New School for Social Research der Theodor-Heuss-Lehrstuhl eingerichtet. Er sollte jüngeren deutschen Sozialwissenschaftlern die Gelegenheit bieten, ein Jahr lang in New York zu lehren. Seit 1959 arbeitete Staudinger als Redakteur der politikwissenschaftlichen Zeitschrift Social Research.
Nach seiner Emeritierung stiftete er 1965 zusammen mit Else Staudinger an der New School for Social Research einen Lehrstuhl. Nach dem Tod seiner Frau Else heiratete Staudinger 1967 Elisabeth Todd.

## Ehrungen
1959 ehrte Theodor Heuss aus Anlass seines 75. Geburtstages Emigranten in New York. In diesem Zusammenhang erhielt Hans Staudinger das Große Verdienstkreuz, ebenso seine Ehefrau Else sowie Hans Simons und Arnold Brecht, beide Kollegen an der New School. Am 16. August 1969 ehrte ihn die Bundesrepublik Deutschland erneut, diesmal wurde ihm das Große Verdienstkreuz mit Stern verliehen. Diese Höherstufung wurde mit Staudingers fortgesetzten Verdiensten um das Deutschland-Verständnis in den USA begründet. In Großkrotzenburg bei Hanau ist das Kraftwerk Staudinger nach ihm benannt.

## Autobiographie
Staudinger verfasste neben zahlreichen wissenschaftlichen Studien auch eine Biographie, die postum veröffentlicht wurde und inhaltlich bis zum Jahr 1934 reicht. Lange Zeit hatte Staudinger die Bitte ausgeschlagen, er möge sein Leben aufzeichnen. Erst nach Zureden von Freunden, des Soziologen und Nationalökonomen Adolph Lowe und des Politikwissenschaftlers Wilhelm Hennis, verfasste er ein entsprechendes Manuskript, dessen Herausgabe der Biograph Otto Brauns, Hagen Schulze, besorgte.

## Schriften
- Individuum und Gemeinschaft in der Kulturorganisation des Vereins. Diederichs, Jena 1913.
- Der Staat als Unternehmer. Mit einer Einleitung von Walther Schreiber, Gersbach, Berlin 1932.
- State and economic system. Lectures, New School for Social Research, New York, NY 1945.